# In a perfect world (Karmakanic)
In a perfect world is het vijfde muziekalbum van Karmakanic. Het album is opgenomen in de privégeluidsstudio van Reingold in Lund. De muziek leunt erg aan tegen het oude werk van Yes. Dat past goed bij het thema van track 1, de Flowerpower. De band had weer een geheel andere samenstelling dan op het vorige album.

## Musici
- Jonas Reingold – basgitaar, toetsinstrumenten, zang
- Marcus Lilequist – slagwerk
- Göran Edman – zang
- Lalle Larsson – toetsinstrumenten, zang
- Krister Jonsson – gitaar
- Inger Ohlén – achtergrondzang tracks 1 en 3

## Muziek
| Nr. | Titel                                | Duur  |
| --- | ------------------------------------ | ----- |
| 1.  | 1969                                 | 14:12 |
| 2.  | Turn it up                           | 6:53  |
| 3.  | When the world is caving in          | 8:58  |
| 4.  | Can’t take it with you               | 5:42  |
| 5.  | There’s nothing wrong with the world | 7:22  |
| 6.  | Bite the grit                        | 4:57  |
| 7.  | When fear came to town               | 9:54  |
| 8.  | Turn it opu (radio-edit)             | 4:39  |
| 9.  | Send a message from the heart        | 22:34 |